# Корак напред (ТВ серија)
Корак напред (шп. Un paso adelante) шпанска је хумористичка телевизијска серија, снимана од 2002. до 2005. године.
Из серије је настала музичка група UPA Dance која је 2004. године променила поставу, а крајем емитовања серије група је прекинула свој рад.
У Србији је премијерно приказивана током 2005. и 2006. године на телевизији Б92 поред тога је пешао на телевизији FOX у 2008. до 2009. године, а од 2012. године на Студију Б. Током 2019. године емитовала се на телевизији Нова.

## Синопсис
Радња серије смештена је у престижној „Школи сценских уметности Кармен Аранс”, основаној 1978. године. На тешком пријемном испиту се сваке године појави више стотина кандидата, талентованих за музику, плес и глуму, али само 20 најбољих добија прилику да упише школу. Током школовања, које траје три године, студенти морају показати да се истичу у односу на остале колеге у предметима које похађају (модеран плес, класичан плес, певање, музика, глума, позориште). Поред студената, серија прати животе њихових професора.

## Улоге
| Глумац:             | Улога:                 |
| ------------------- | ---------------------- |
| Беатрис Луенго      | Лола                   |
| Пабло Пујол         | Педро                  |
| Беатриз Рико        | Дијана Мигел           |
| Наталија Миљан      | Адела Рамос            |
| Моника Круз         | Силвија Хауреги        |
| Мигел Анхел Муњоз   | Роберто Робер Ареналес |
| Силвија Марти       | Ингрид Муњоз           |
| Аранткса Валдивија  | Луиса Руиз             |
| Патрисија Арисменди | Соња                   |
| Асијер Етксендиа    | Бенито Бени Лопез      |
| Рикардо Амадор      | Рафаел Торес           |
| Раул Пења           | Херонимо Херо Руиз     |
| Јоутел Ромеро       | Павел Родригез         |
| Дафне Фернандез     | Марта Рамос            |
| Еду дел Прадо       | Сесар Мартин           |
| Алфонсо Басаве      | Хосе                   |
| Исраел Родригез     | Фрики                  |
| Алекс Гонзалес      | Уфо                    |
| Хуан Артуро Торета  | Вили                   |
| Хосе Мануел Виљалба | Хосе                   |
| Лола Ерера          | Кармен Аранз           |
| Хаиме Бланк         | Гаспар Руиз            |
| Наталија Миљан      | Адела Рамос            |
| Росио Калво         | Клаудија Рапосо        |
| Беатриз Рико        | Дијана де Мигел        |
| Алфонсо Лара        | Хуан Тебернер          |
| Виктор Москвиера    | Кристобал Соуто        |
| Педро Пења          | Антонио Мила           |
| Тони Акоста         | Хасинта Хименез ХХ     |
| Фани Гаутиер        | Алисија Хауреги        |
| Хуан Ечанове        | Маријано Куељар        |
| Естер Аројо         | Ирене Миро             |
| Марта Рибера        | Ева Руиз               |
| Фабијан Мацеи       | Орасио Алонсо          |
| Чики Фернандез      | Пури                   |
| Марио Мартин        | Роман                  |
| Хосе Анхел Ехидо    | Виктор                 |
| Омар Муњоз          | Хорхе                  |
| Вилијам Миљер       | Начо                   |
| Елисабет Хордан     | Тања                   |
| Мелани Оливарез     | Сусана                 |
| Паз Падиља          | Лоли                   |
| Мар Саура           | Мар                    |
| Артуро Валс         | Хорди                  |
| Хесус Олмедо        | Алберто                |
| Елена де Фрутос     | Софија                 |